# هموم القلب (رواية)
هموم القلب هي إحدى روايات الروائية الأمريكية دانيال ستيل (بالإنجليزية Matters of the Heart) وهي من الروايات الرومانسية.

## نبذة قصيرة
تدور أحداث الرواية عن مصورة فوتوجرافية أمريكية ذات طبيعة هادئة تذهب إلى لندن لتصوير كاتب مشهور ذو طبيعية حيوية ومرحة، يقع هذا الكاتب في غرامها وتجد نفسها تقع في حبه هي الأخرى وبعد أن تقيم فترة في ضيعته الايرلندية المعزولة تكتشف اشياء خطيرة عنه وتحاول الافلات منه لكنه يحكم قبضته عليها.